# Laila Takla
Dr. Laila Takla là một chính trị gia Ai Cập, tác giả và là nhà vận động thúc đẩy các mối quan hệ giữa Hồi giáo - Kitô giáo một cách tích cực và mạnh mẽ.

## Liên minh nghị viện
Takla là nữ chủ tịch đầu tiên của Ủy ban Đối ngoại của Hội đồng Nhân dân Ai Cập. Cô cũng là người phụ nữ đầu tiên trở thành chủ tịch của một phiên họp của Liên minh Nghị viện. Ngoài ra, cô là thành viên của Ủy ban Di sản Thế giới của UNESCO.

## Công việc
Takla cũng là giáo sư luật và quản lý đại học, giảng dạy tại Đại học Cairo cũng như một số trường đại học khác.
Takla cũng hoạt động như một nhà tư vấn pháp lý quốc tế, có trụ sở tại Cairo, Ai Cập. Trong giai đoạn từ 1980 đến 1987, cô đóng vai trò cố vấn cho Tập đoàn Lockheed.

## Mối quan hệ Hồi giáo và Ki-tô giáo
Trong cuốn sách năm 2010 của Takla mang tên Di sản Hồi giáo - Kitô giáo, cô kêu gọi sự am hiểu và lòng trắc ẩn lớn hơn giữa hai đức tin. Bà đặt câu hỏi đối với các giáo sĩ cuồng tín, bà nói rằng Nhà tiên tri Hồi giáo Muhammad đã cho phép một phái đoàn Kitô giáo Najran cầu nguyện trong nhà thờ Hồi giáo của ông tại Medina theo cách Kitô giáo.
Takla cầu xin "Cho dù bạn là Kitô hữu hay Hồi giáo, trong trái tim, tâm trí và hành vi của bạn không cho phép cho sự cuồng tín, ghét bỏ và loại trừ."